# Południe (Włocławek)
Południe – największa pod względem liczby mieszkańców dzielnica Włocławka, położona w południowej części miasta.
Według oficjalnego projektu Studium uwarunkowań i kierunków zagospodarowania przestrzennego z 2007 r. na wschodzie granicę dz. Południe wyznacza linia kolejowa nr 18, na południu dz. Południe kończy się za Kapitułką oraz na ulicach Aleksandra Fredry, Kruszyńskiej i Falbanka, na zachodzie granicę dz. Południe wyznacza rz. Zgłowiączka.

## Historia

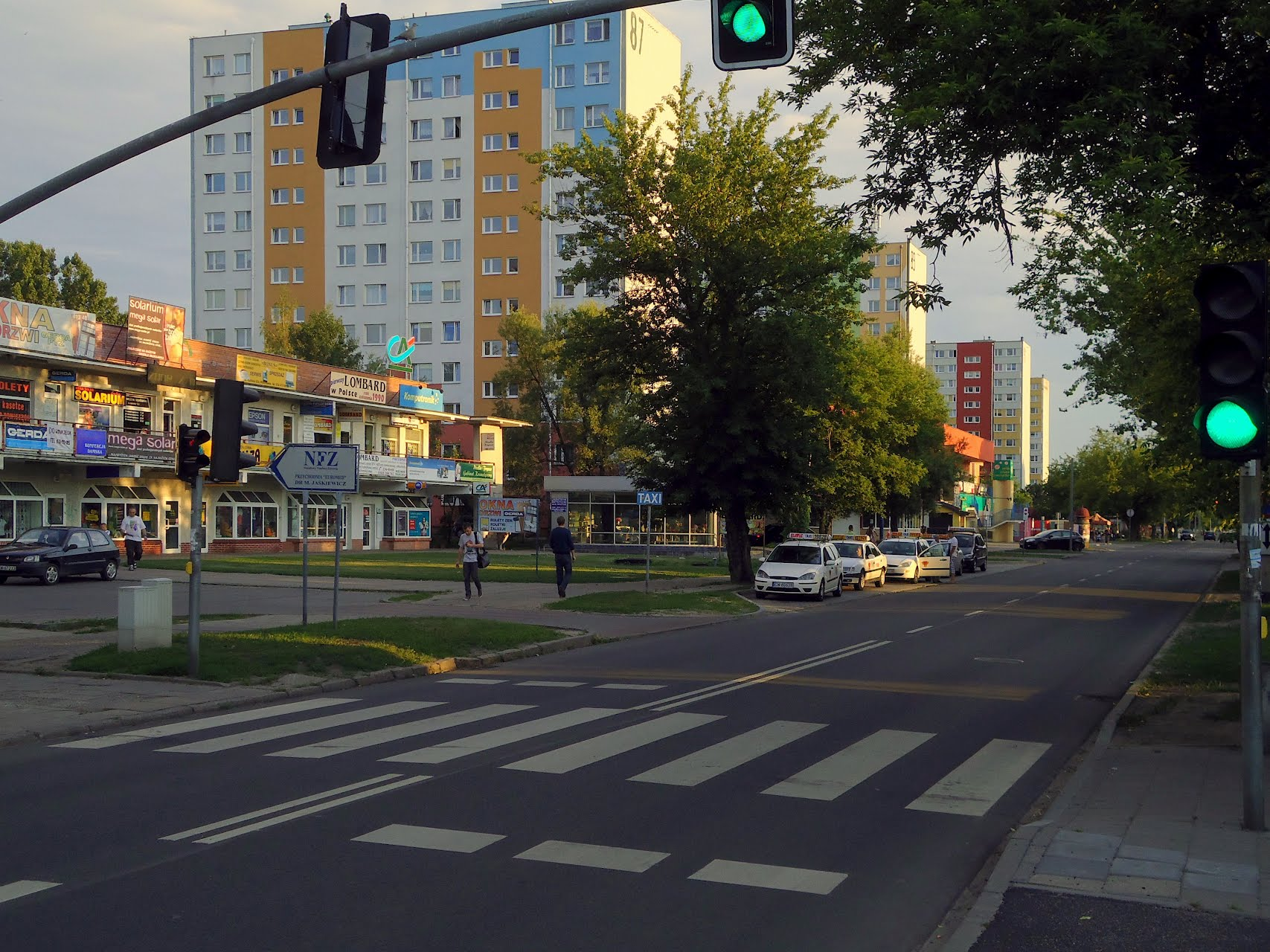
Widok na ulicę Kaliską

Najwcześniej przyłączonymi do Włocławka obszarami dzisiejszej dzielnicy Południe były przedmieścia Kokoszka, Łanieszczyzna i Bularka. Pomiędzy dzisiejszymi ulicami Kapitulną i Długą mieściły się koszary.
Od Włocławka w kierunku południowym prowadziły trakty Brzeski oraz Łęczycki. Częścią traktu Łęczyckiego była droga prowadząca przez tereny obecnej ulicy Polskiej Organizacji Wojskowej, jednak po wybudowaniu dworca linii kolejowej warszawsko-bydgoskiej najstarszy trakt Brzeski (obecnie ul. Tadeusza Kościuszki) prowadził już z centrum miasta do dworca (ul. Żelazna, obecnie ul. Tadeusza Kościuszki), a nie do Brześcia, w związku z czym drogą do Brześcia stała się droga nazwana Kaliską (obecnie ul. Polskiej Organizacji Wojskowej i ul. Kaliska), a określenie „trakt Łęczycki” przestało się pojawiać.
Pod koniec 1907 lub 1908 roku oddano do użytku linię wąskotorową prowadzącą do Brześcia Kujawskiego. Dworzec kolei wąskotorowej znajdował się przy ul. Kaliskiej (budynek, z 1936 r., istnieje do dziś), tor przebiegał równolegle do dzisiejszych ulic Dojazdowej (po stronie północnej), Kruszyńskiej, w pobliżu bloku Smólska 9 skręcał w kierunku zachodnim, kilkadziesiąt metrów od ul. Kaliskiej przebiegał na ukos przez dzisiejsze nieużytki i obszar, na którym wybudowano bloki Kaliska 81 i Kaliska 83, dalej przebiegał równolegle do dzisiejszych ulic Kaliskiej (po stronie zachodniej – od okolic bloku Kaliska 102) i Alei Jana Pawła II (po stronie zachodniej).
W 1980 r. rozpoczęto budowę wielkiego zespołu mieszkaniowego „Południe”.
Pomiędzy ulicami Kaliską i Kruszyńską, obok ulicy Dziewińskiej, znajduje się niezagospodarowany obszar, niezabudowany teren pośrodku osiedla stał się tradycyjnym miejscem organizowania imprez rozrywkowych. 6 września 2011 r. doszło tu do niecodziennego zdarzenia – pilot lokalnego aeroklubu wybrał teren pustego placu jako miejsce awaryjnego lądowania. Samolot PZL-104 Wilga 35 wylądował bez szwanku, a pilot udał się do domu, pozostawiając awionetkę na trawniku przed blokami. Państwowa Komisja Badania Wypadków Lotniczych ustaliła, że przyczyną zdarzenia była zbyt mała ilość paliwa do lotu, pilot nie uwzględnił błędu wskazań paliwomierzy.

## Statystyki przestępczości
Na Południu odnotowuje się około 17% przestępstw popełnianych we Włocławku, czyli tyle samo co w dzielnicy Zazamcze, niewiele więcej niż na osiedlu Kazimierza Wielkiego (15%).